# استرنفلد (دهانه)
استرنفلد یک دهانه برخوردی در ماه‌ است.